# Troieshchyna

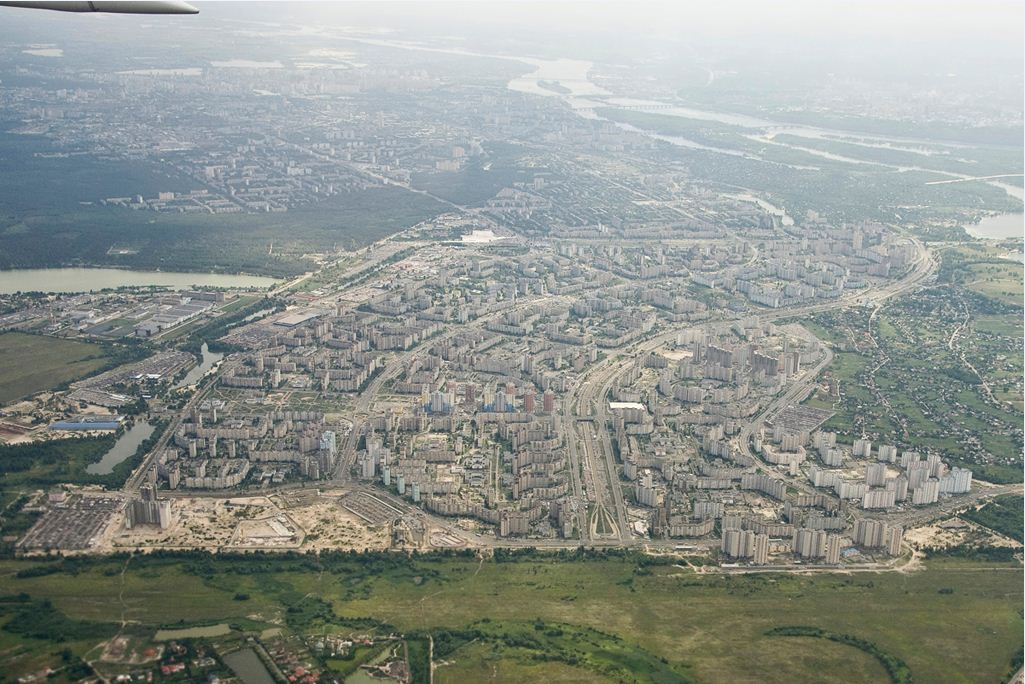
Vista de pájaro de Troiéschyna, mirando hacia el oeste desde el borde de Kiev. Al fondo se ve el río Dniéper y la orilla derecha de la ciudad.

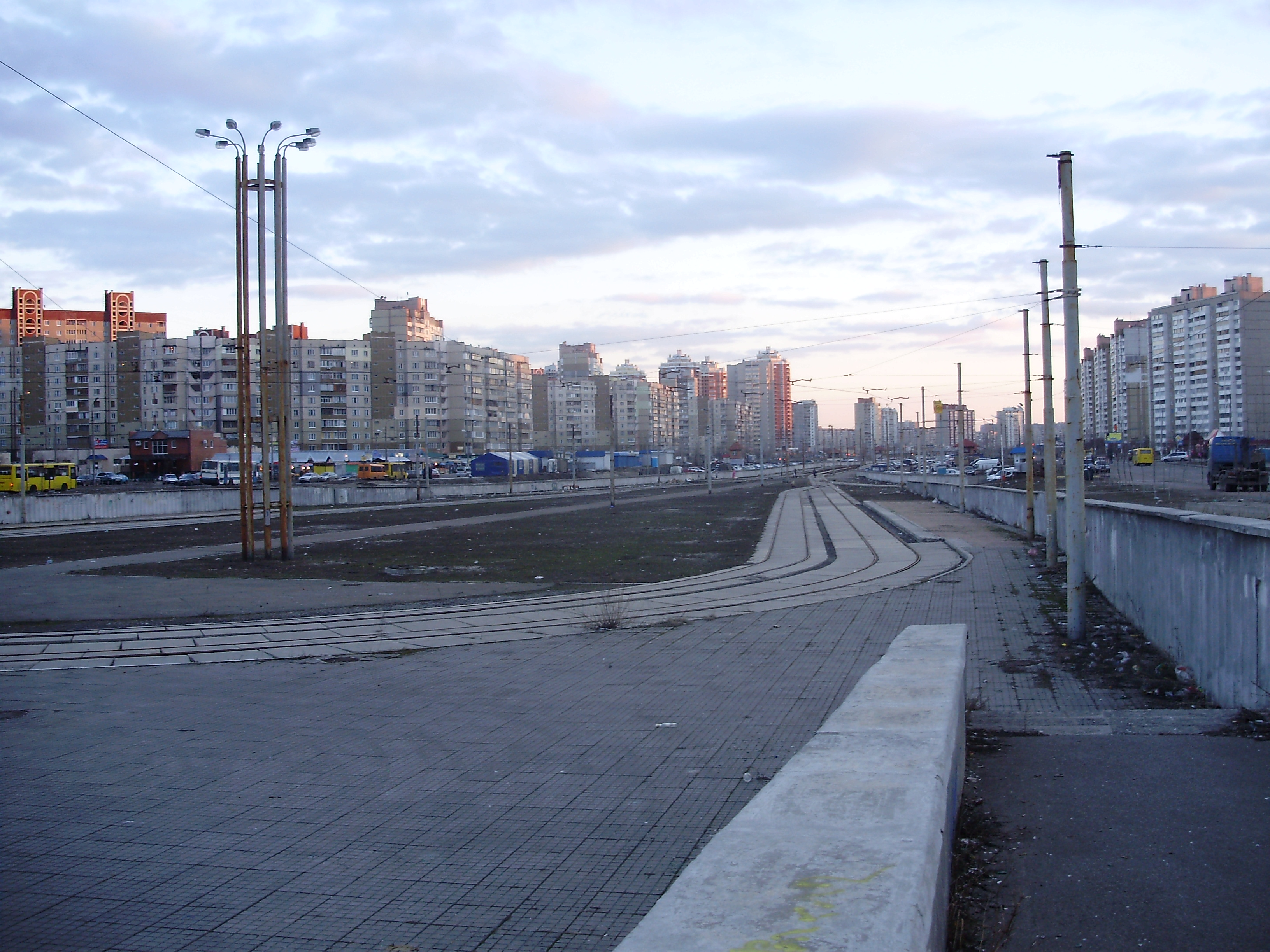
Típica silueta de Troiéschyna vista desde la estación de la calle Myloslavska del tren ligero de Kiev.

Troiéschyna (en ucraniano: Троє́щина, romanizado: Troiéschyna, lit. 'Trinidad') también conocida como Vyhúrivschyna-Troiéschyna desde 1997 es una gran barrio de Kiev, la capital de Ucrania. Troiéschyna es un barrio periférico situado en la orilla izquierda del norte de la ciudad y forma parte administrativamente del raión de Desná.
El barrio es una gran ciudad dormitorio que alberga una población de al menos 240.000 habitantes pero también incluye una pequeña zona industrial. Troiéschyna no pasó a formar parte del municipio de Kiev hasta 1988; antes era un pueblo del Óblast de Kiev que todavía existe en el límite del nuevo barrio.
La zona no está bien comunicada con el resto de la ciudad. Las autoridades de la ciudad de Kiev decidieron en su día ampliar la red de Metro de Kiev hasta Troiéschyna, bien a través de la propuesta de la línea Livoberezhna o de la línea Podilsko-Vyhúrivska, actualmente en construcción. Sin embargo, el coste de la construcción de una nueva línea de metro era demasiado elevada y la propuesta se desechó en favor de la modernización de un sistema de ferrocarril ligero existente. En 2018 continúa la construcción del nuevo puente para el metro.

### Lectura adicional
- Ruble, Blair A. (Junio 2003). «La Troiéschyna de Kiev: un barrio emergente de migrantes internacionales». Nationalities Papers (en inglés) 31 (2): 139-155. doi:10.1080/00905990307124.